# ديفيد فان جيلدر
ديفيد فان جيلدر (مواليد 4 يناير 1940) هو مبارز بالسيف إسرائيلي، مثّل بلاده في الألعاب الأولمبية الصيفية 1960.

## روابط خارجية
ديفيد فان جيلدر على موقع أوليمبيديا (الإنجليزية)